# Diclidophora phycidis
Diclidophora phycidis är en plattmaskart som först beskrevs av Parona och Perugia 1889.  Diclidophora phycidis ingår i släktet Diclidophora, och familjen Diclidophoridae. Arten är reproducerande i Sverige.